# 克拉维斯环形山
克拉维斯环形山（Clavius）是月球正面南部山区一座巨大的古老撞击坑，位于第谷陨石坑的南面。它也是月球上最古老的地貌结构之一，约形成于39.2亿年-38.5亿年前的酒海纪代，其名称取自十六世纪德国数学家及天文学家、耶稣会修士克里斯托佛·克拉乌·克拉维斯（1537年－1612年），1935年该名称被国际天文联合会批准接受。

## 描述

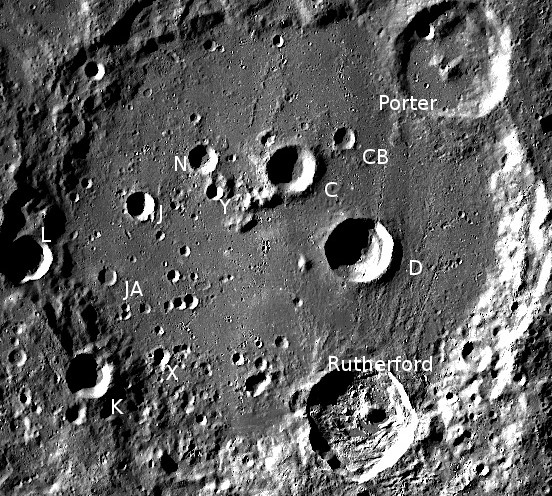
月球勘测轨道飞行器拍摄

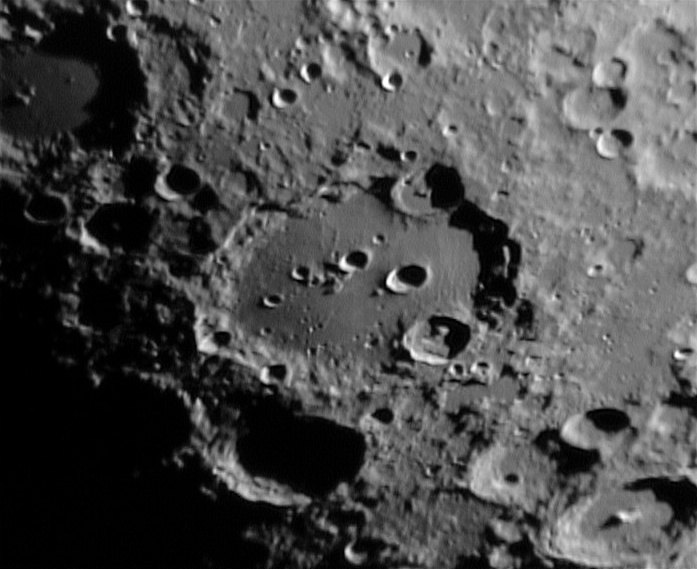
从地球上看到的克拉维斯环形山

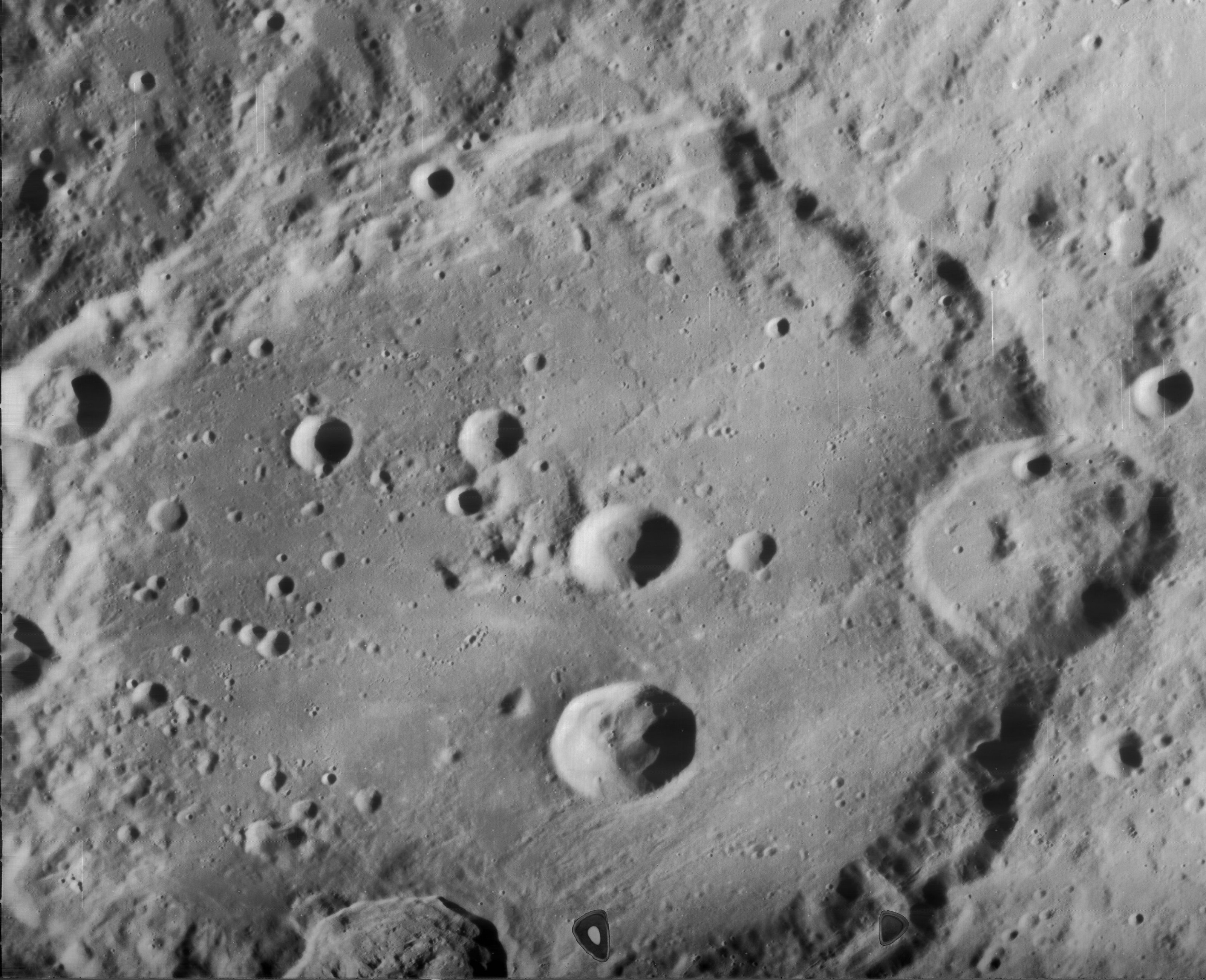
月球轨道器4号拍摄的克拉维斯环形山

该环形山直径230.77公里，深度4.9公里，为月球正面第三大撞击坑，即使裸眼也可直接看到。它的东北坐落着马吉尼环形山、西北邻近隆哥蒙塔努斯环形山。
陨坑中心月面坐标为58°24′S 14°24′W / 58.4°S 14.4°W。
尽管其地质龄悠久，但陨坑保存较为完好，坡壁上布满小撞击坑，外观呈复杂的多边形外观，整体略高于周边地形。其中东南侧壁最高（较坑底高出5.2公里），坑壁平均高度较周边地区高2070米。坑壁宽窄不均，南侧坡呈阶地结构。坑底分布着大量陨坑，地表稍有隆起并相对平坦；中心处为低矮的中央山丘残迹；低矮的中央峰和较平坦的底表反映该陨坑内部已被熔岩覆盖。

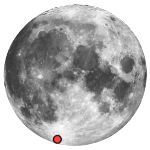
环形山的位置

该陨坑的南侧壁上坐落着直径近50公里拉瑟弗德陨石坑、东北壁上则是直径51公里曾被称为卫星坑克拉维斯 B的波特环形山、小卫星坑克拉维斯 L横跨它的西侧壁、而克拉维斯 K则打破其西南壁。从卢瑟福环形山开始按逆时钟方向，环状排列着直径逐步递减的陨坑：卢瑟福环形山（50公里）、克拉维斯 D（28公里）、克拉维斯 C（21公里）、克拉维斯 N（13公里）、克拉维斯 J（12公里）和克拉维斯 JA（请查看LAC126 （页面存档备份，存于）图和卫星陨石坑栏中的照片）。这一有趣的排列经常被天文爱好者们用作检验望远镜角分辨率的标准。

该环形山另一有趣的撞击坑排列位于坑内西侧北纬59.5°处，这是一组相重叠的三座小陨坑，位置出奇地协调，并且其直径从西到东按比例增大。第一座撞击坑最大，最后一座明显最小。

## 卫星陨石坑
按惯例，最靠近克拉维斯环形山的卫星坑在月图上以字母标注在该坑中心点的旁边。
| 克拉维斯 | 纬度     | 经度     | 直径       |
| -------- | -------- | -------- | ---------- |
| C        | 57.72° S | 14.19° W | 20.97公里  |
| D        | 58.82° S | 12.43° W | 27.85公里  |
| E        | 51.51° S | 12.74° W | 15.75;公里 |
| F        | 55.44° S | 22.08° W | 7.31公里   |
| G        | 52.02° S | 14.00° W | 16.75公里  |
| H        | 51.84° S | 15.86° W | 32.56公里  |
| J        | 58.17° S | 18.17° W | 12.38公里  |
| K        | 60.46° S | 19.86° W | 19.57公里  |
| L        | 58.77° S | 21.34° W | 23.39公里  |
| M        | 54.76° S | 11.63° W | 47.89公里  |
| N        | 57.57° S | 16.50° W | 12.78公里  |
| O        | 56.99° S | 16.66° W | 4.41公里   |
| P        | 56.93° S | 7.50° W  | 13.16公里  |
| R        | 53.25° S | 15.42° W | 7.65公里   |
| T        | 60.68° S | 15.22° W | 8.12公里   |
| W        | 56.00° S | 16.25° W | 5.01公里   |
| X        | 60.25° S | 17.81° W | 6.52公里   |
| Y        | 58.02° S | 16.22° W | 7.12公里   |

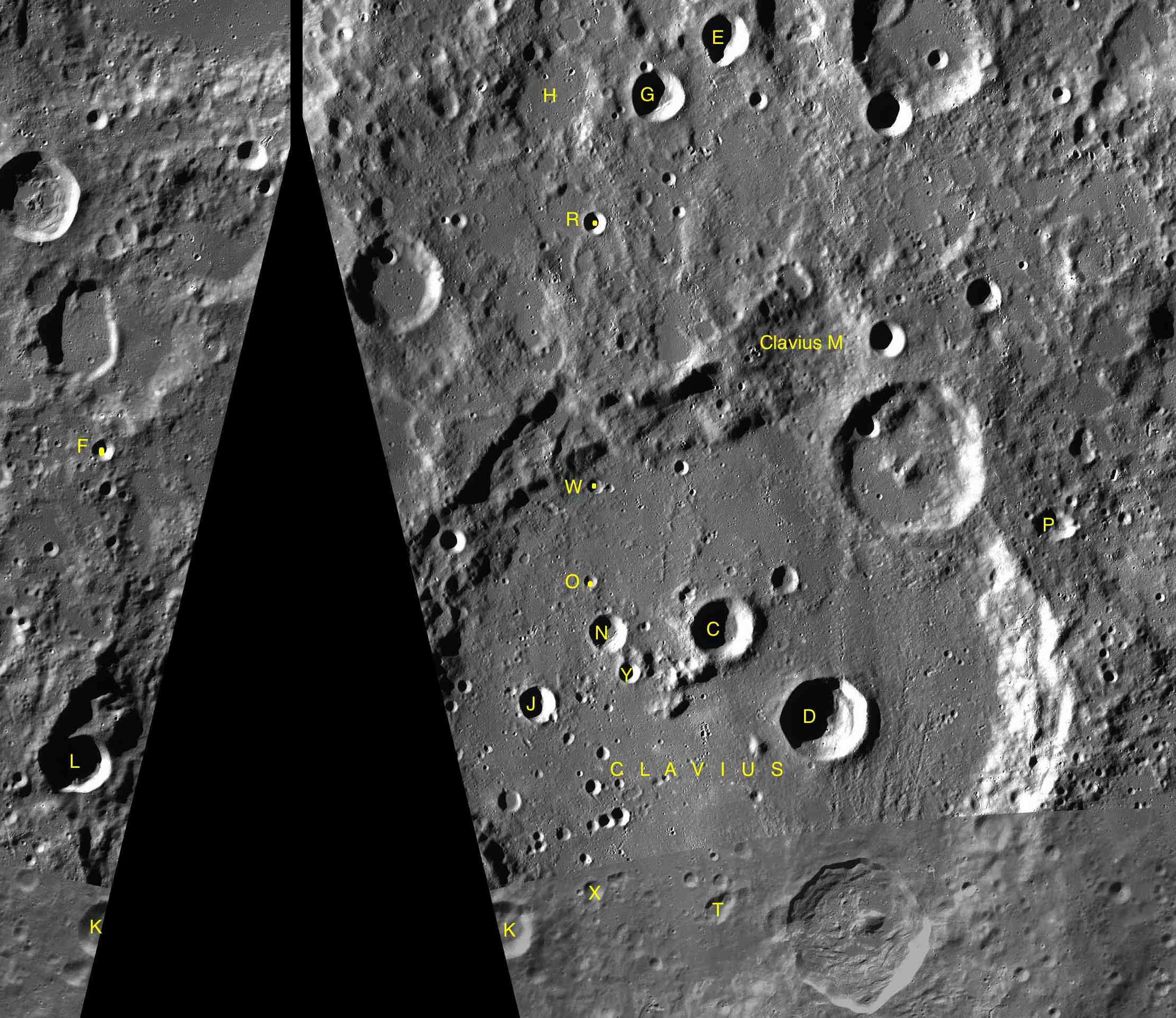
LAC-125、LAC-126拼接图。

- 卫星坑克拉维斯 B在1971年被国际天文联合会更名为波特环形山；
- 卫星坑克拉维斯 G已被月球和行星天文协会（ALPO）列入《内侧壁坡带有暗黑辐射纹的撞击坑列表》[6]。

## 通俗文学
- 亚瑟·查理斯·克拉克的小说《2001太空漫游》中，克拉维斯环形山是人类第一个永久性基地。应当指出的是，该月坑被克拉克描述的相当准确，甚至具有先见之明。
- 艾萨克·阿西莫夫的短篇小说《关键》中，克拉维斯环形山中隐藏了外星人的神器。
- 美国罗塞塔乐队（Rosetta）有一首名叫克拉维斯的歌曲。